# Vila urbană Gafencu (Chișinău)
Vila urbană Gafencu este o clădire amplasată pe str. Mitropolit G. Bănulescu-Bodoni, 7 în Chișinău, Republica Moldova. Este un monument istoric de importanță națională inclus în Registrul monumentelor Republicii Moldova ocrotite de stat cu nr. 346 (municipiul Chișinău). Datează de la înc. sec. XX.